# Drum național 1D
Der Drum național 1D (rumänisch für „Nationalstraße 1D“, kurz DN1D) ist eine Hauptstraße in Rumänien. 

## Verlauf
Die Straße zweigt in Albești-Paleologu vom Drum național 1B (Europastraße 577) ab und führt über Cioranii de Jos in die Kleinstadt Urziceni, wo sie auf den Drum național 2 (Europastraße 85) trifft und an diesem endet.
Die Länge der Straße beträgt rund 42 km.